# 宝积山
宝积山位于中国广西壮族自治区桂林市翊武路北端东侧，中山北路西侧，北为木龙湖，西为西清湖，海拔208米，相对高度58米，东西长350米，南北宽120米，山体占地面积为7.75万平方千米。山体自东北向西南倾斜，有两峰突起，呈马鞍形。山南麓有广西师范大学附属中学宝贤中学，山西北麓有宝积桥因山得名。

## 历史
唐代以前因山势呈盘行状，称作盘龙岗。唐会昌五年（845年）元晦开发华景洞，故该山又称作华景山。宋代因山坳奇石堆积如宝，称作宝积山。宋绍兴年间，吕源在山前小坡立石刻，上书“桂岭”，是以名之。明代耿良在山上建有诸葛武侯祠，故又名卧龙山。宋代依宝积山建有城墙，今尚存300余米，并有便门和藏兵洞。在山南和华景洞旁现存摩崖石刻32件。

## 名胜
山西侧北麓有华景洞，洞前有华景塘（铁佛塘），后有拱宸洞，洞外为平台，洞中曾有鬼谷子像。东面有吕公岩，洞口低矮朝东，洞内有钟乳石。唐宋时期宝积山已经成为游览胜地。唐桂州刺史元晦曾与华景洞前筑岩光亭。五代时马賨曾在山东南麓建亭，又有榕树生长，称作榕台，下有唐代都督王峻祠。山南麓有宝积岩，有古人类化石和遗迹。